# Sven Vigelsbo
Sven Johan Vigelsbo, född Andersson 30 oktober 1898 i Västerlövsta församling, Västmanlands län, död 26 augusti 1985 i Sala, Västmanlands län, var en svensk politiker (Bondeförbundet) och lantbrukare.
Vigelsbo var verksam som lantbrukare i Västmanland. Han var ledamot av sveriges riksdags andra kammare från 1937. Det var under riksdagstiden som han bytte efternamn från Andersson till Vigelsbo för att undvika sammanblandning med andra riksdagsmän med samma efternamn. Han var även landstingsman och godtemplare.  I riksdagen skrev han 85 egna motioner varav de flesta handlade om landsbygden exempel skördeskador, elektrifiering av glesbygd och jordförvärvsfrågor.